# Курахове
Кура́хове — місто в Україні, адміністративний центр Курахівської міської громади Покровського району Донецької області.

## Географія
Місто розташоване у західній частині Донецької області, на лівому березі Курахівського водосховища (річка Вовча, притока Самари, басейн Дніпра). В місті знаходиться залізнична станція Роя. Через місто пролягає автошлях національного значення Н15 (Запоріжжя — Донецьк).
Землі міста, через Курахівське водосховище, межують із землями села Берестки Покровського району Донецької області.

## Історія
Засноване у 1936 році як робітниче селище у зв'язку зі спорудженням державної районної електростанції. Назву дістало від села Курахівка, поблизу якого в 1936 році розпочалося будівництво ГРЕС. Перша черга електростанції стала до ладу в липні 1941 року. Останній турбогенератор, передбачений проектом, запущено в 1952 році. У 1969—1975 роках станцію реконструйовано. До 1943 року селище називалося Курахівдресбуд, до 1956 року — Курахівдрес. У 1956 році місто отримало сучасну назву — Курахове.
Під час розширення території Курахівської ДРЕС в кургані «Велика могила» у 1969 році розкопано 18 кочівницьких поховань XII століття, де знайдено кольчугу, кинджал, шаблю,  сагайдак  зі стрілами. В одному з поховань виявлено скелет коня зі збруєю. Відомості про перші поселення в цій місцевості сягають у глибоку давнину. Річка Вовча, що впадає в Самару, колись була повноводною. Для охорони її як водного шляху запорожці ставили сторожові пости, створювали зимівники, де згодом виникли поселення.
Історія сучасного міста пов'язана з будівництвом Курахівської державної районної електростанції. На території міста Курахового у 1930-х роках існували населені пункти: Нові Улакли, Первомайське, Старі Терни, Тівалі. Пізніше до міста приєднано селище Іллінку (стара назва — Шахове) та робітниче селище Роя.
За часів першої п'ятирічки радянський уряд прийняв постанову про будівництво нової електростанції на Донбасі. У серпні 1934 року Головенерго Наркомату важкої промисловості СРСР затвердив технічний проект будівництва Курахівської ДРЕС з подальшим розширенням на місці селищ Первомайське, Нові Улакли та Нові Терни. Перші технічні проєкти будівництва станції були прив'язані до селища Курахівка, звідки і бере початок назва Курахівська ДРЕС. Вибране місце спорудження станції відповідало багатьом вимогам: поруч залізнична станція Роя, є необхідні водні ресурси, місцевість дозволяла розпочати спорудження містечка енергетиків. Для забезпечення станції водою планувалось річку Вовчу перекрити двома греблями: Терновською та Іллінською.
Будівництво нової електростанції розпочалося у 1936 році. У серпні 1936 року в перші будинки робітничого селища оселилися 30 працівників. Було відкрито лікарню на 28 ліжко-місць, амбулаторію, аптеку. З'явилися школа, дитячий садок та ясла. До 1937 року населені пункти Нові Улакли й Тівалі підпорядковувалися Первомайській сільській раді. У січні-лютому 1938 року Первомайське було ліквідоване, а сільську раду перейменовано на Курахівдресбудівську селищну раду. 24 грудня 1939 року на основі нової Конституції СРСР відбулися вибори до Курахівдресбудівської селищної ради. Рада та її комісії дбали про прискорення темпів будівництва електростанції, благоустрій робітничого селища, поліпшення стану охорони здоров'я, житло для сімей переселенців, вживали заходів для ліквідації недоліків у торгівлі, громадському харчуванні, обслуговуванні культурних потреб будівельників. Рада сприяла прискоренню темпів будівництва селища. Навесні 1938 року поновлено забудову центральної частини майбутнього міста енергетиків — Соцмістечка.
У квітні 1938 року на будівництві електростанції працювало 2147 людей. Допомогу енергетикам надавали радгоспники найближчих сіл. У 1939 році почало прибувати поповнення з інших областей — комсомольська молодь. Вона проявила себе дуже активно: організовано суботники з благоустрою робітничого селища, біля клубу відведено парк площею 28 гектарів, висаджено близько 3 тисяч дерев та кущів, прокладено тротуари.
3 12 квітня 1938 року почала виходити у світ газета рос. «Ударная стройка» — орган парткому, побудкому та селищної ради. Наклад газети становив 2 тисячі екземплярів. На своїх сторінках газета регулярно висвітлювала хід будівництва, називала передовиків, вказувала на недоліки, порушувала соціальні питання.
Кураховдресбуд — таку назву мало селище енергобудівників, станом на 1940 рік налічувало 6458 мешканців. Розпочалося будівництво багатоповерхових будинків. З'явилися гуртожиток на 75 місць, житловий будинок на 80 квартир, поліклініка та лікарня. Відкрилася школа на 880 місць. До кінця 1940 року більш ніж 450 сімей вселилося в нові квартири.
Першу електроенергію Курахівська ДРЕС дала 6 липня 1941 року уже під час німецько-радянської війни. Коли фронт наблизився, енергетикам довелося вирішувати надзвичайно складне завдання: не можна припиняти подачу електроенергії і, разом з цим, необхідно підготувати обладнання станції до евакуації. Демонтаж станції відбувався під обстрілами німецької авіації. Обладнання, яке неможливо вивезти, робили непридатним для експлуатації. 20 жовтня 1941 року німці захопили Курахівдресбуд. Напередодні пішов на схід останній ешелон з устаткуванням; там були і сім'ї робітників. Мешканці селища, які з різних причин не змогли евакуюватися, чинили рішучий опір німецьким окупантам. 720 мешканців міста билися з ворогом на фронті.
9 вересня 1943 року місто звільнено від німецьких загарбників. Станція зруйнована, у місті не було жодної цілої будівлі.
Влітку 1946 року завдяки зусиллям будівельників та монтажників знову розпочала роботу Курахівська ДРЕС. Введено в експлуатацію 3300 м² житлової площі, збудовано дитячі ясла, почав діяти клуб енергетиків, покращилося побутове обслуговування, відкрито нові крамниці, їдальні. Для відпочинку обладнано пляж і водну станцію.
У грудні 1956 року робітниче селище Курахівдресбуд перейменоване в місто Курахове та віднесено до категорії міст районного підпорядкування. На той період у місті працювали лікарняний комплекс, їдальня, хлібозавод, пральний комбінат та інші об'єкти, з'явилася школа з 10-річною освітою.
У 1969 році розгорнута велика робота з розширення Курахівської ДРЕС. Електростанція не залишалася єдиним промисловим підприємством міста. У 1948 році завершено будівництво котельно-механічного заводу, проектну потужність якого освоїли у 1954 році. Він випускав баштові крани, ремонтував екскаватори, бульдозери, виготовляв устаткування для циркуляційних водоводів і металеві конструкції для теплових електростанцій. У 1965 році почала діяти киснева станція.
Невпинно нарощував потужності завод залізобетонних виробів. Спочатку був лише один цех шлакоблоків, а у 1958 році завод мав 7 різних цехів. Вперше в СРСР тут впроваджено технологічний процес виробництва збірного залізобетону і армопінобетону, у 1968 році — газобетону.
У післявоєнні роки став до ладу бетонний завод, а у 1960 році на повну потужність почав працювати завод мінеральної вати та конструкцій. Розпочався випуск високотемпературного теплоізоляційного матеріалу.
У зв'язку з новим районуванням 22 липня 1966 року Курахове увійшло до складу  Мар'їнського району.

## Соціальна сфера
Центральна площа міста потопає в зелені декоративних дерев та квітів. Найбільші вулиці заасфальтовано. Вулиця Карла Маркса виходить до міського парку — найкращого місця відпочинку. За містом — ще один парк, за ним пляж і чудовий краєвид з річкою.
У 1970-ті роки мешканців міста обслуговувало понад три десятки крамниць, 8 їдалень, 2 кафе, ресторан. У Кураховому діяло 2 лікарні, 2 поліклініки, 2 аптеки. При електростанції відкрито цілодобовий профілакторій. В 1968 році в місті працює 2 середні, 3 восьмирічні й початкова школи, де навчаються понад 3500 дітей. Відкрито філію Всесоюзного заочного енергобудівного технікуму, міський професійно-технічний заклад, 5 клубів, бібліотеки.
Всі ці досягнення здобуто за неповні 40 років історії міста. Подальший промисловий розвиток перевів Курахове на одне із найбільш значних місць не тільки в районі, а й в області.
Курахівська ТЕС, якій місто Курахове зобов'язане своїм народженням, і на початку XXI століття залишається однією з найважливіших електростанцій України. За цей час вона пройшла етапи будівництва, становлення, розвитку, модернізації. Головним завданням станції є безперебійне постачання електроенергії для потреб промисловості південно-східної частини України. На цей час Курахівська ТЕС є структурною одиницею ВАТ «Востокенерго» корпорації ДТЕК. Електростанція забезпечує робочими місцями велику частину населення міста. Багато працівників Курахівської ГРЕС стали керівниками вищих структур управління енергетичної галузі, обіймали керівні посади в різних енергетичних об'єднаннях та Міністерстві енергетики.

## У Незалежній Україні
17 вересня 2014 року під час російсько-української війни 2014 року Курахове було обстріляне російськими військовими. В ніч проти 14 листопада у Кураховому росіяни відібрали автомобіль у таксиста. Майор Артем Коханий став їм на заваді, його було вбито трьома пострілами впритул. На той час перебував в зоні бойових дій вдруге.
2 лютого 2015 року терористи обстріляли із «Градів» та «Ураганів» Курахове, багато потерпілих і руйнувань.
22 травня 2015 року у Кураховому демонтували пам'ятник Леніну.
12 серпня 2016 року на блокпосту під Кураховим від серцевого нападу помер майор НГУ Анатолій Петренко.
12 червня 2020 року, відповідно до розпорядження Кабінету Міністрів України № 721-р «Про визначення адміністративних центрів та затвердження територій територіальних громад Донецької області», місто стало адміністративним центром новоутвореної Курахівської міської громади.
17 липня 2020 року в результаті адміністративно-територіальної реформи та ліквідації Мар'їнського району місто увійшло до складу Покровського району.

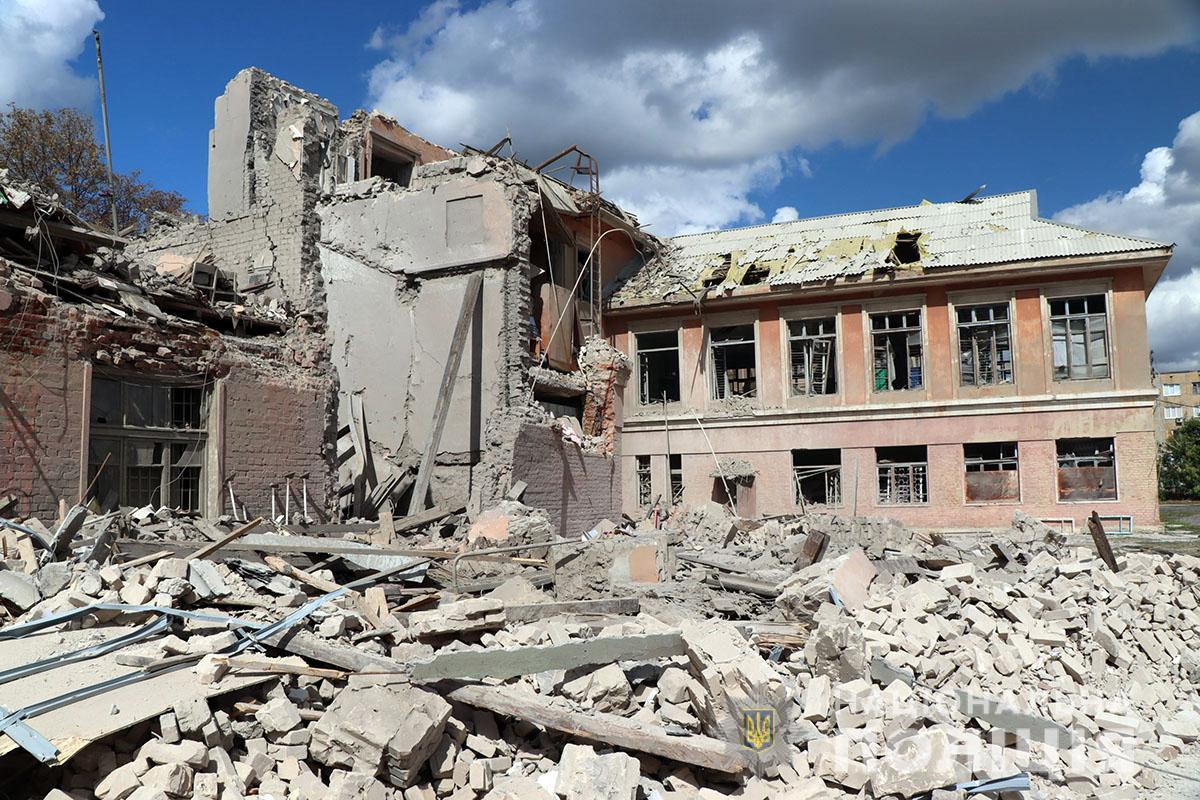
Курахівська гімназія №2 після обстрілу в ніч на 6 вересня 2022 року

7 грудня 2022 року війська рф ударили з реактивних систем залпового вогню по середмістю Курахового: по ринку, елеватору, автозаправці, автостанції, житловому будинку. В результаті загинули 10 мешканців та було чимало поранених.
10 січня 2025 року російські війська окупували Курахове.

## Населення

### Чисельність
| 1959     | 1970     | 1979     | 1989     | 2001     |
| -------- | -------- | -------- | -------- | -------- |
| ▲ 10 799 | ▲ 15 616 | ▲ 20 091 | ▲ 22 155 | ▼ 21 479 |
| 2003     | 2004     | 2005     | 2006     | 2007     |
| ▼ 21 156 | ▼ 21 053 | ▼ 20 870 | ▼ 20 746 | ▼ 20 634 |
| 2008     | 2009     | 2010     | 2011     | 2012     |
| ▼ 20 492 | ▼ 20 403 | ▬ 20 372 | ▼ 20 224 | ▼ 20 142 |
| 2013     | 2014     | 2015     | 2016     | 2017     |
| ▼ 20 098 | ▼ 19 950 | ▼ 19 840 | ▼ 19 677 | ▼ 19 511 |
| 2018     | 2019     | 2020     | 2021     | 2022     |
| ▼ 19 215 | ▼ 18 984 | ▼ 18 782 | ▼ 18 506 | ▼ 18 220 |

### Національний склад
Національний склад населення за даними перепису 2001 року:
| Національність  | Відсоток |
| --------------- | -------- |
| українці        | 71,33%   |
| росіяни         | 23,97%   |
| греки           | 2,64%    |
| білоруси        | 0,50%    |
| азербайджанці   | 0,21%    |
| вірмени         | 0,13%    |
| грузини         | 0,12%    |
| татари          | 0,11%    |
| інші/не вказали | 0,99%    |

### Мовний склад
Рідна мова населення за даними перепису 2001 року:
| Мова            | Чисельність, осіб | Відсоток |
| --------------- | ----------------- | -------- |
| Російська       | 15 005            | 69,74%   |
| Українська      | 6 420             | 29,84%   |
| Грецька         | 12                | 0,06%    |
| Білоруська      | 11                | 0,05%    |
| Вірменська      | 9                 | 0,04%    |
| Інші/Не вказали | 59                | 0,27%    |
| Разом           | 21 516            | 100%     |

За даними перепису 2001 року населення міста становило 21516 осіб, із них 29,84 % зазначили рідною мову українську, 69,74 % — російську, 0,06 % — грецьку, 0,05 % — білоруську, 0,04 % — вірменську, 0,02 % — болгарську, 0,01 % — молдовську, а також гагаузьку, польську, циганську та угорську мови.

## Підприємства
- Курахівська ТЕС
- Курахівенерготорг
- ТОВ «Електросталь»
- ТОВ «Експериментально-механічний Курахівський завод»
- ТОВ «Донбастехелектро»
- Консервний завод

## Транспорт

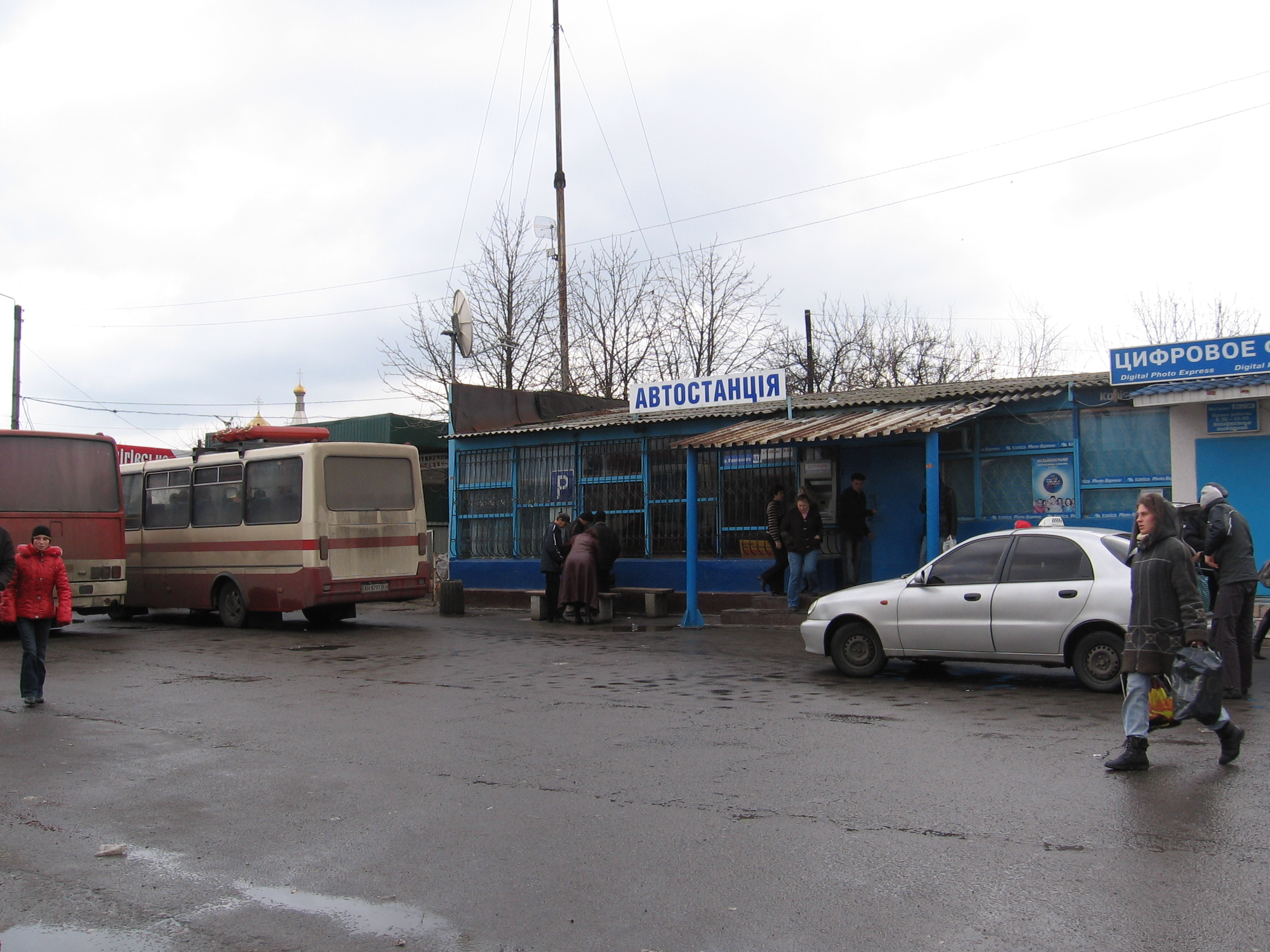
Автостанція м. Курахове

Головною транспортною артерією міста є автошлях національного значення Н15 (Запоріжжя — Донецьк), що проходить безпосередньо через Курахове. Місто сполучається постійними рейсами автобусів з Донецьком (до 2014 року), Мар'їнкою, Селидовим, Запоріжжям, Вугледаром, Покровськом, Херсоном та іншими містами. Внутрішні міські маршрути громадського транспорту відсутні — їхні функції повністю виконують приміські та міжміські маршрути.

## Освіта
- Курахівська гімназія «Престиж».
- Курахівська філія Придніпровського енергобудівного технікуму.
- 5 середніх загальноосвітніх шкіл.
- 4 дитячі дошкільні заклади.
- Школа мистецтв.

## ЗМІ
- Курахово Моё [Архівовано 12 червня 2020 у Wayback Machine.] — локальне інтернет-видання, запущене у липні 2019 року незалежною групою містян.
- Кума.City [Архівовано 16 січня 2020 у Wayback Machine.] — міське інтернет-видання, запущене у липні 2019 року Агенцією розвитку локальних медіа «Або»[25].
- КуМар [Архівовано 1 квітня 2022 у Wayback Machine.] — інтернет-видання, запущене у липні 2013 року.

## Відомі особи
- Конькова Марина Володимирівна (нар. 1962) — лікар вищої категорії, доктор медичних наук, професор.
- Лепинський Павло Миколайович (нар. 1991) — спортсмен-гирьовик, майстер спорту України.
- Щуров Олександр Сергійович (1976—2015) — солдат, Збройні сили України, учасник російсько-української війни.

## Галерея

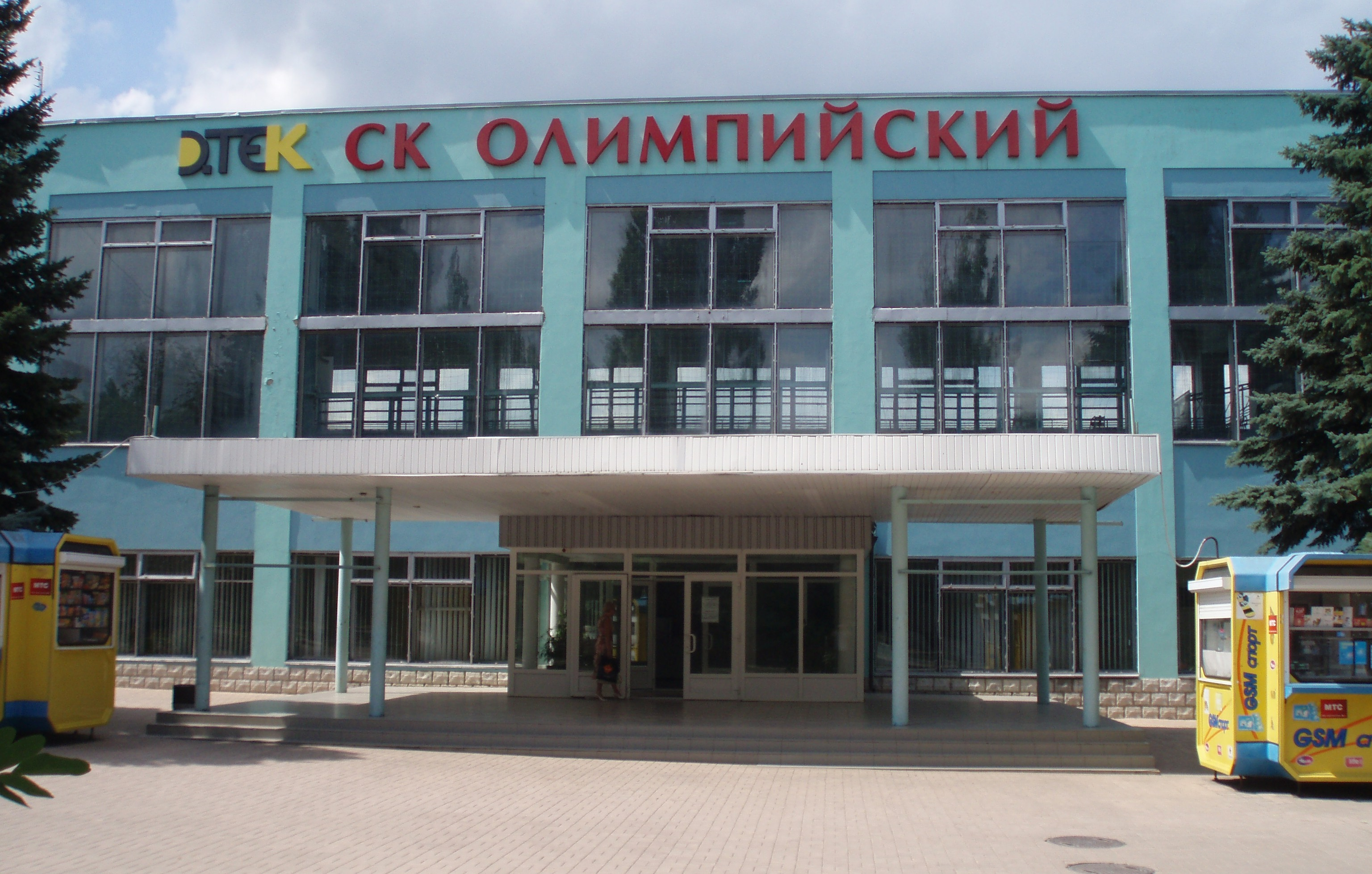
Спорткомплекс «Олімпійський»
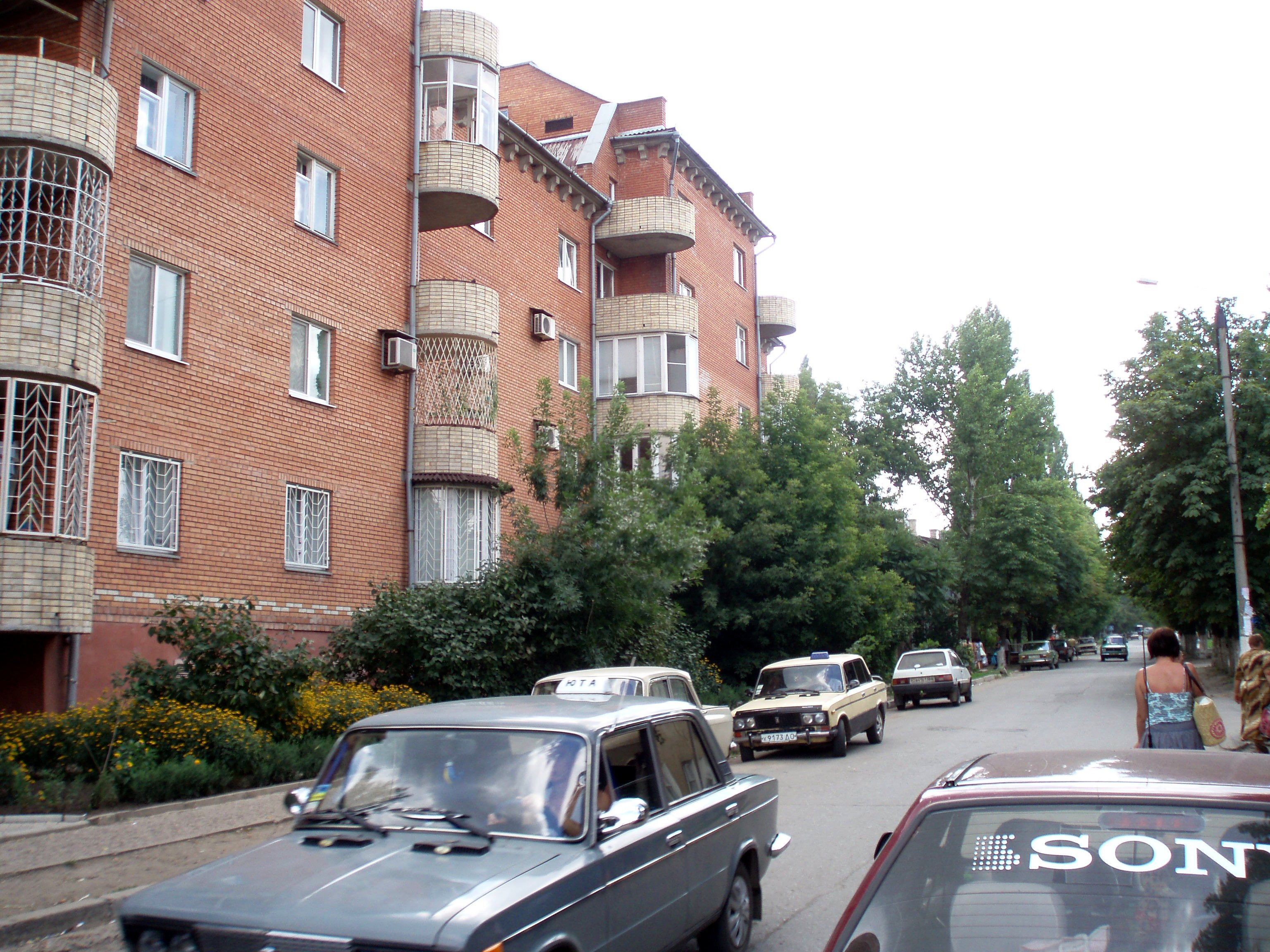
Будинок на вулиці Лермонтова
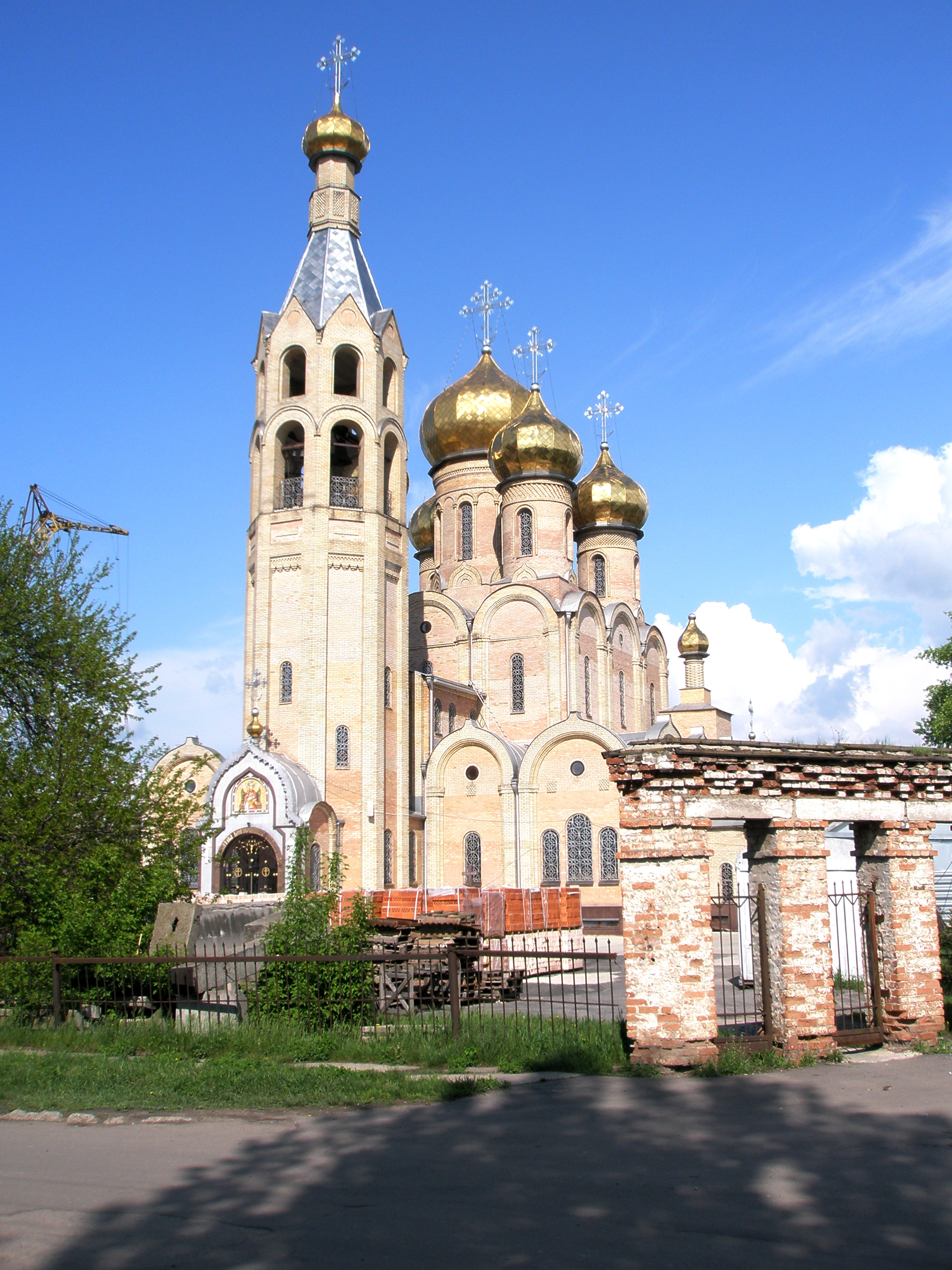
Храм в ім'я ікони Божої Матері «Державної»
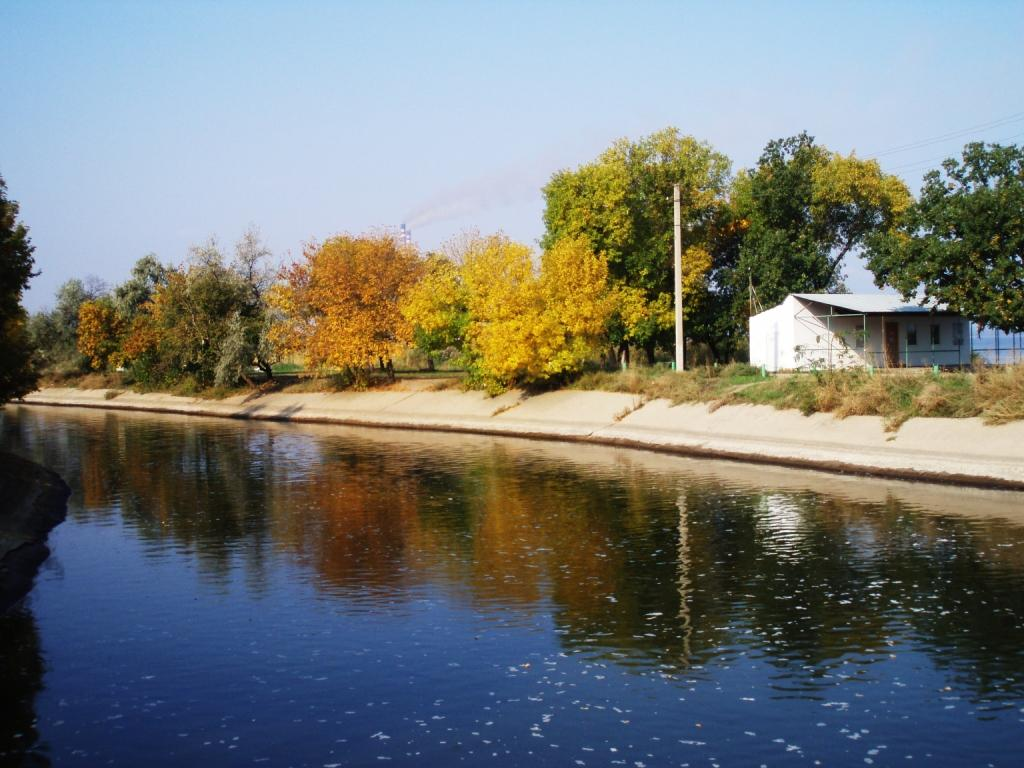
Відвідний канал Курахівської ТЕС на території міста
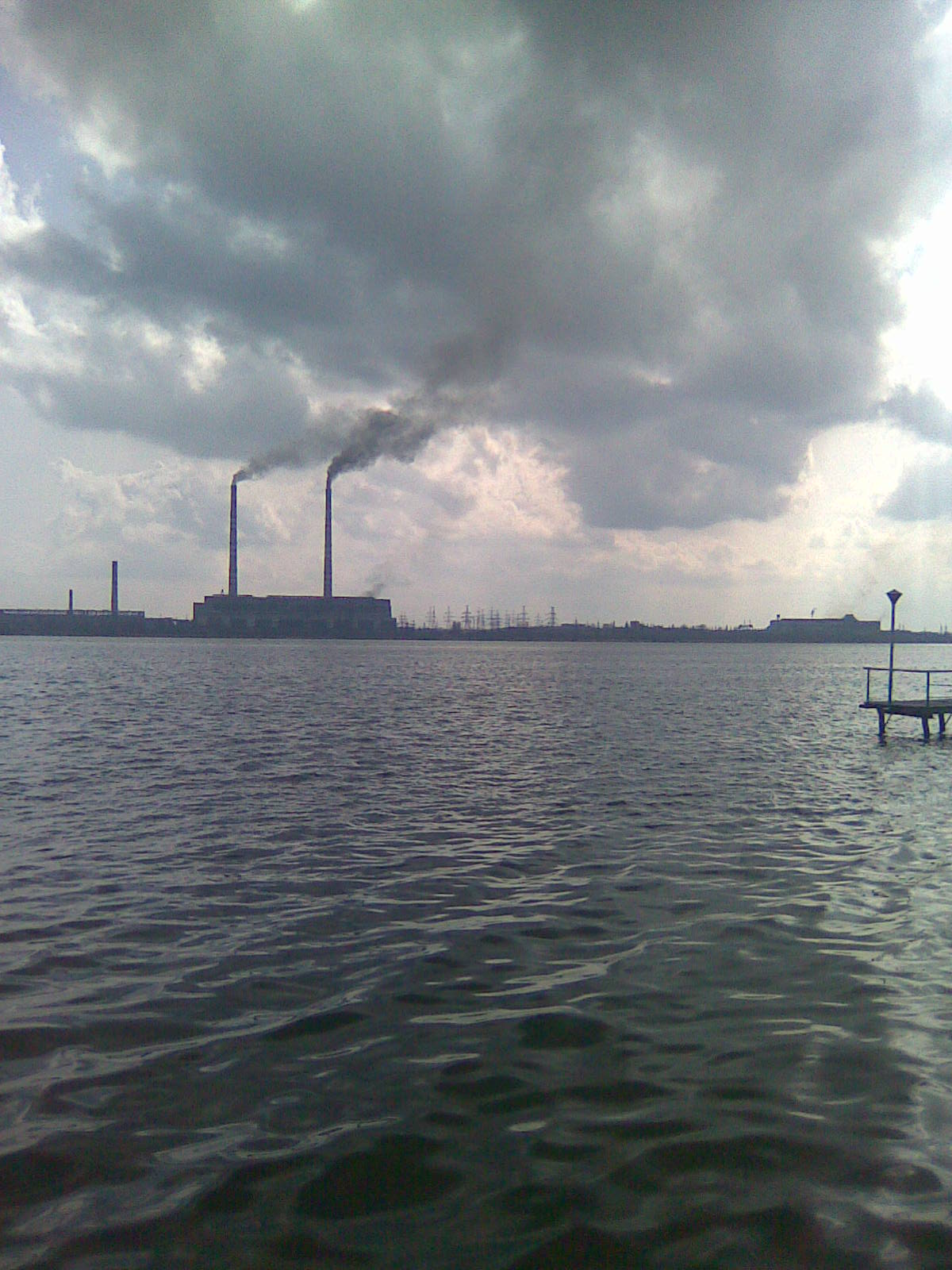
Краєвид на ТЕС з північного боку Курахівського водосховища
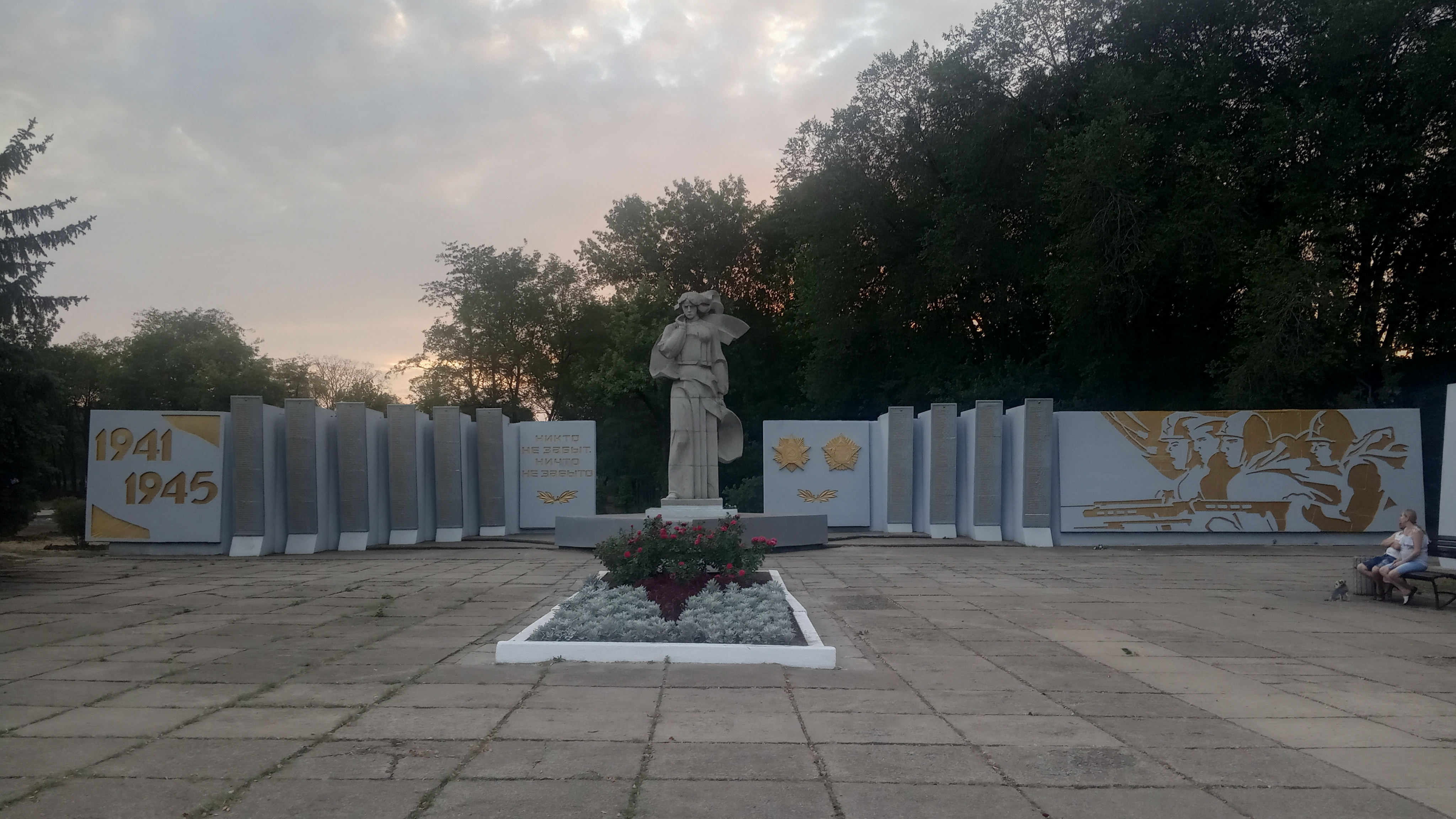
Братська могила радянських воїнів Південного фронту і пам'ятник односельчанам